# St. Stephan (Morter)

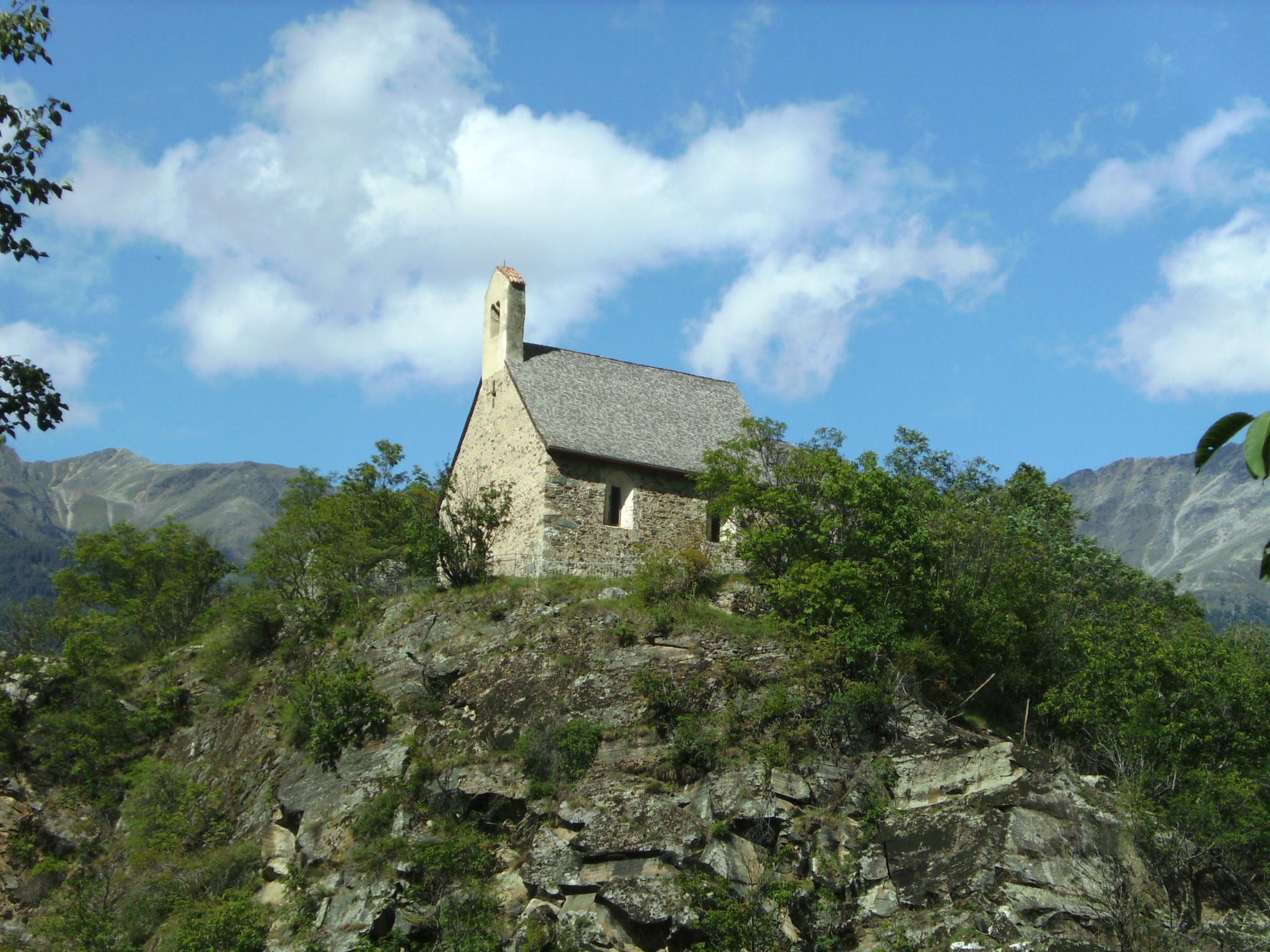
St. Stephan

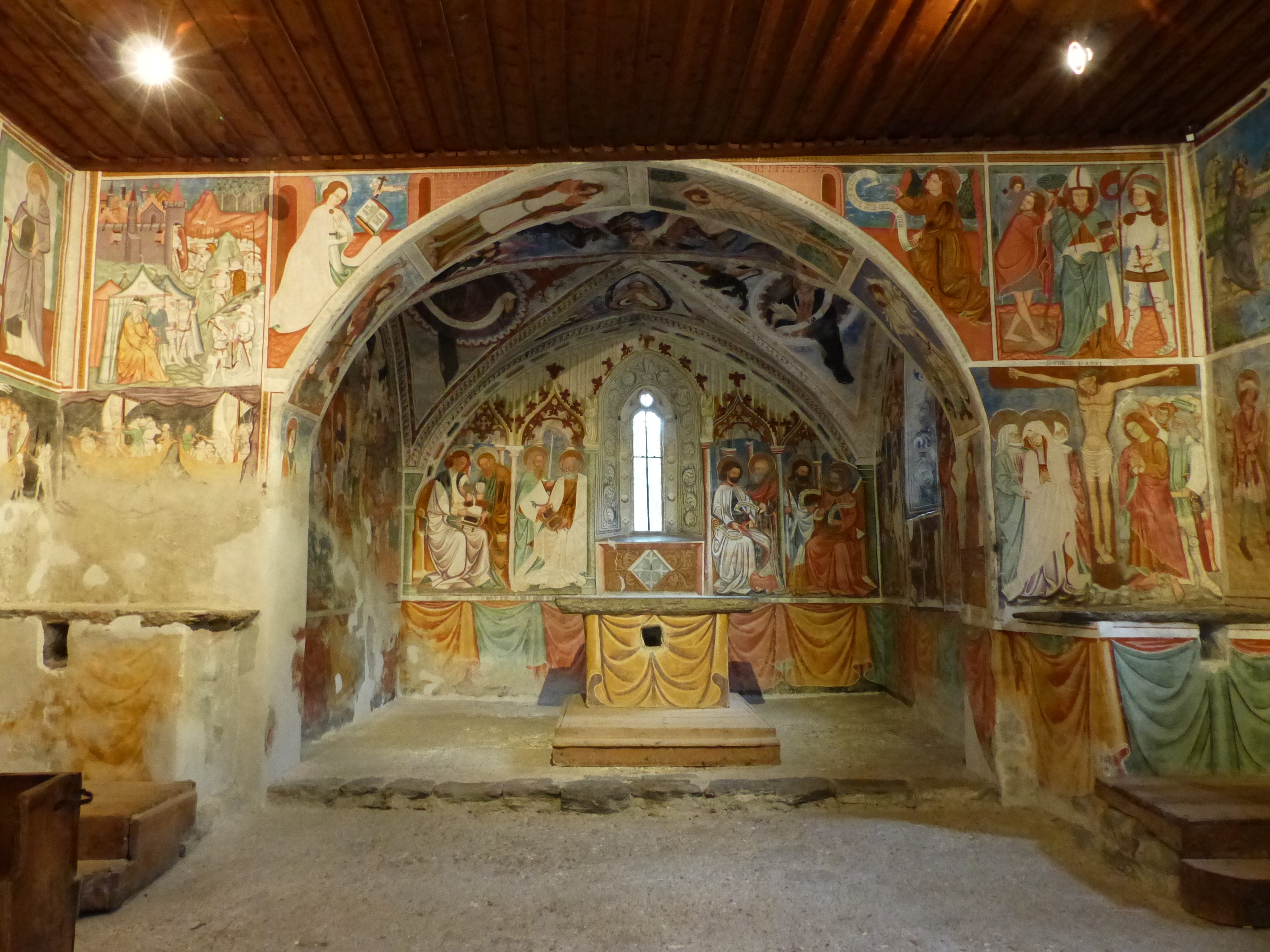
Blick in den Innenraum

Die Kapelle St. Stephan bei Morter (Gemeinde Latsch) im Südtiroler Vinschgau steht auf einem Felsrücken am Eingang des Martelltals. Auf demselben Felsrücken stehen auch die Burgruinen Obermontani,  rund 130 Meter östlich, sowie nordöstlich die kleinere Untermontani.

## Geschichte
Zur Stephanskapelle gibt es keine frühen Nennungen. Karl Atz konnte eine heute nicht mehr auffindbare Inschrift entdecken, die die Weihe der Kapelle auf das Jahr 1487 datierte. Das Patrozinium des Märtyrers Stephanus deutet aber auf die Existenz eines erheblich älteren Vorgängerbaus hin. Das heute noch verfügbare Quellenmaterial setzt im ausgehenden 15. Jahrhundert ein.

## Baubeschreibung
St. Stephan verfügt über ein einfaches, 8,7 Meter langes und 8,2 Meter breites Langhaus mit einem eingezogenen Rechteckchor. Auch dieser frühe Kirchenbautypus ist ein Hinweis auf einen älteren Vorgängerbau, der in der Ostwand noch in Resten erhalten sein könnte. Die übrigen architektonischen Merkmale verweisen allerdings auf das 14. und 15. Jahrhundert. An der Westfassade befindet sich eine kleine Glockenmauer.

## Fresken

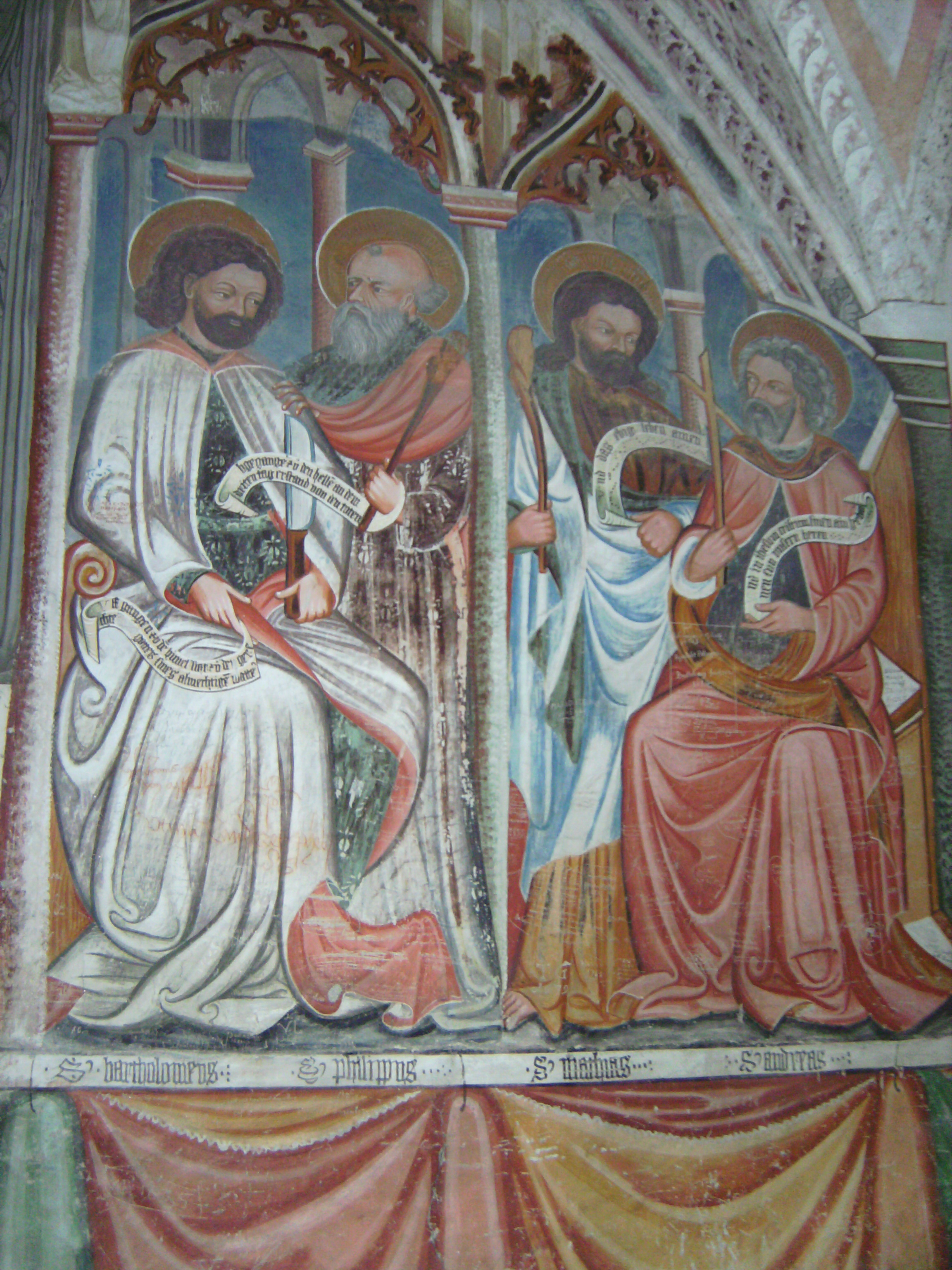
Apostelreihe im Presbyterium

Der gesamte Innenraum der Kapelle ist mit Fresken bedeckt. Nordwand (Stephanusgeschichte), Presbyterium (Triumph Mariens, Apostel, Evangelisten) und Triumphbogen (Antonius Abbas, Ursulamartyrium, mehrere Heilige) wurden dabei um 1430/40 von einer lombardisch geprägten Malerwerkstatt ausgestaltet. Die Ausmalung der Süd- und Westwand (Passionszyklus, Jüngstes Gericht) erfolgte durch eine schwäbische Werkstatt bis zum Jahr 1487. Auffallend sind die zahlreichen Graffiti von Besuchern der Kapelle, die im Zeitraum zwischen dem 15. und 20. Jahrhundert angebracht wurden.